# الپوت، بیلاسوار
الپوت، بیلاسوار (به لاتین: Alpout, Bilasuvar) یک منطقهٔ مسکونی در جمهوری آذربایجان است که در شهرستان بیله‌سوار (جمهوری آذربایجان) واقع شده‌است.